# Патрен, Эжен Луи Мельхиор
Эжен Луи Мельхиор Патрен (фр. Eugène Louis Melchior Patrin, 1742—1815) — французский натуралист, ботаник и минералог.

## Биография
Эжен Луи Мельхиор Патрен родился в городе Лион в 1742 году.
Он путешествовал по Европе, посетил Германию, Австрию, Венгрию, Польшу. В Вильнюсе Патрен встретил своего соотечественника Жана Эммануэля Жилибера (1741—1814), который дал ему рекомендательные письма в Петербургскую академию наук.
В 1779 году Патрен был избран членом-корреспондентом Императорской академии наук и художеств в Санкт-Петербурге .
В 1780–1787 годах был в экспедициях на Урале, Алтае и в Забайкалье, собрал большую коллекцию минералов и горных пород. Экспедиция Патрена в Сибирь была организована при содействии П.-С. Палласа, по просьбе которого необходимо было собрать коллекции минералов, полезных ископаемых, гербарии и другие объекты естественной истории для Академии наук. В начале 1780 года Патрен отправился на Урал, посетил Берёзовский, Гумешевский, Турьинские рудники, города Нижний Тагил и Качканар, побывал на горе Магнитной. Он дал геогностическую характеристику месторождений и описал минеральный состав руд. Около восьми лет Патрен провел на Алтае и в Забайкалье (Нерчинской Даурии). Сначала он жил в Колывани, затем в Барнауле и оттуда совершал поездки по Алтаю. Патрен собрал большие коллекции горных пород и минералов, гербарии и семена растений, в 1780 прислал из Барнаула труд об алтайской флоре «Flora Barnaulersis», который в 1781 г. был опубликован в журнале «Neue nordische Beirtrage», издававшемся П.-С. Палласом в Петербурге.
В 1783 году он опубликовал отчёт о своей экспедиции под названием Relation d’un voyage aux monts d’Altaïce en Sibérie, fait en 1781.
Эжен Луи Мельхиор Патрен умер в Сен-Валье-сюр-Рон, недалеко от Лиона, 15 августа 1815 года.

## Научная деятельность
Эжен Луи Мельхиор Патрен специализировался на семенных растениях.

## Публикации
- Relation d’un voyage aux monts d’Altaïce en Sibérie, fait en 1781 (publié à Saint-Pétersbourg, 1783).
- Histoire naturelle des minéraux, publié à Paris en cinq volumes en l’an IX (1800—1801).

## Память
В честь Э. Л. М. Патрена назван род растения Patrinia Juss. — Патриния.